# Бортмербек
Бортмербек (на нидерландски: Boortmeerbeek) е селище в Централна Белгия, окръг Льовен на провинция Фламандски Брабант. Намира се на 12 km северозападно от град Льовен. Населението му е около 11 500 души (2006).